# حوض‌خانه عمارت گلستان
حوض خلوت کریمخانی، اثری برجسته از محمد غفاری مشهور به کمال الملک، نقاش نامدار ایرانی است. تابلوی حوضخانه عمارت گلستان در سال ۱۳۰۷ قمری (تقریباً برابر با ۱۸۸۹ میلادی و ۱۲۶۸ خورشیدی)، با رنگ روغن بر روی بوم و در ابعاد ۶۵ در ۵۲٫۵ سانتی‌متر توسط کمال‌الملک خلق شد. در این تابلو منظرهٔ حوض و فواره قصر گلستان به نمایش درآمده‌است.
این اثر با رقم «محمد نقاش باشی و پیشخدمت حضور همایون ۱۳۰۷ ه‍. ق» در کتابخانه کاخ موزه گلستان آمده‌است. هم‌اکنون این اثر تحت مالکیت موزهٔ کاخ گلستان در تهران قرار دارد.

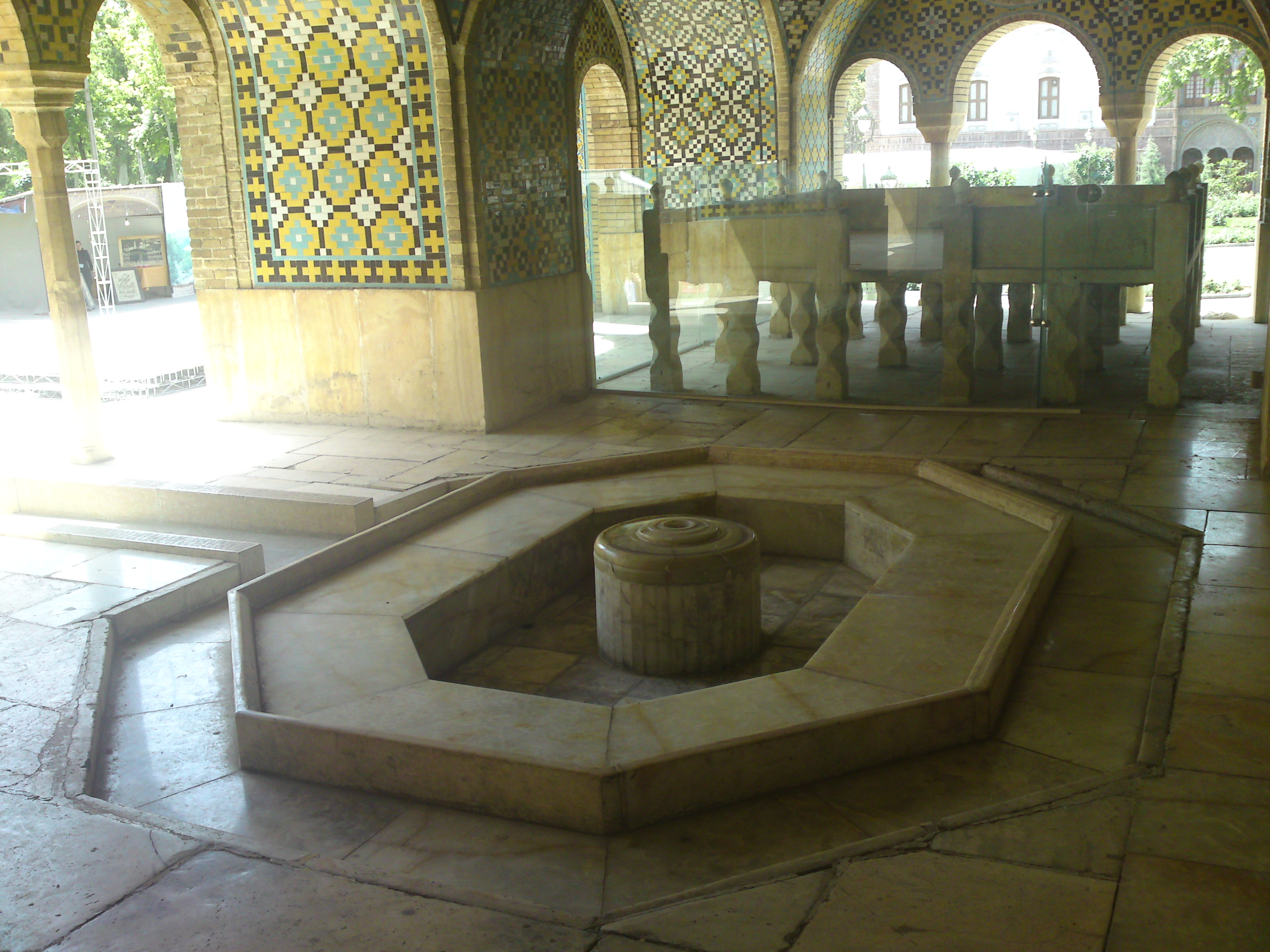
نمای امروزی